# Puffinus assimilis
Puffinus assimilis là một loài chim trong họ Procellariidae.